# Leotropa
Leotropa is een geslacht van vlinders van de familie snuitmotten (Pyralidae), uit de onderfamilie Phycitinae.

## Soorten
- L. papuanensis Hampson, 1918
- L. phoenicias Hampson, 1918
- L. sarcina Hampson, 1918